# Судостроительный комплекс «Звезда»
Судостроительный комплекс «Звезда» (ССК «Звезда») — российское судостроительное и судоремонтное предприятие, находящееся в городе Большой Камень Приморского края.

## История
Новая верфь была заложена в 2009 году, на части территории Дальневосточного завода «Звезда», как совместное предприятие ОСК (80 % верфи) и Daewoo Shipbuilding & Marine Engineering (20 %) и носило название «Звезда DSME».Новая верфь предназначалась для строительства крупнотоннажных судов (в том числе танкерного флота) и других видов морской техники, для российских нефте- и газодобывающих компаний, для реализации их проектов по добыче углеводородов на континентальном шельфе; здесь будет крупнейший в России сухой док и производственные цеха полного цикла
Однако в 2012 году компания Daewoo вышла из совместного предприятия и верфь перешла к Роснефти и Газпромбанку. В 2015 году предприятие получило название Судостроительный комплекс «Звезда».
В 2016 году состоялся запуск первой очереди нового производства.
В 2018 году начались работы по сооружению второй очереди верфи; предполагается завершить постройку в 2024 году. 
11 сентября 2018 стартовало строительство крупнейшего в России сухого дока длиной 500 м. Строительство ведёт китайская госкорпорация China Communications Construction Company (СССС); срок сдачи этого дока намечен на 2020 год; в июле 2020 был установлен его батопорт (водонепроницаемый затвор).
Основные технические характеристики проекта:
- цех корпусного производства с новейшим технологическим оборудованием: роботизированными комплексами, механизированными и автоматизированными линиями резки, сварки и окраски металла
- тяжёлый стапель и достроечная набережная
- цеха сборки и насыщения корпуса судна
- два подъёмных козловых крана «Голиаф»[9](компании Konecranes[10]), высота – 107  метров, грузоподъемность – 1200 тонн
- сухой док для захода судов весом 300 тыс. тонн

23 февраля 2024 года судостроительный комплекс «Звезда» включён в блокирующий санкционный список США как «российская судостроительная компания, участвующая в строительстве до 15 узкоспециализированных СПГ-танкеров, предназначенных для обеспечения экспорта "Арктик СПГ 2"».
В ноябре 2024 года стало известно о начале переговоров между «Роснефтью» и ВТБ о вхождении верфи в состав «Объединённой судостроительной корпорации».

## Собственники
По состоянию на ноябрь 2024 года 100 % судостроительного комплекса «Звезда» принадлежало АО «Современные технологии судостроения» (83,35 % контролирует АО «Роснефтегаз)».

## Продукция

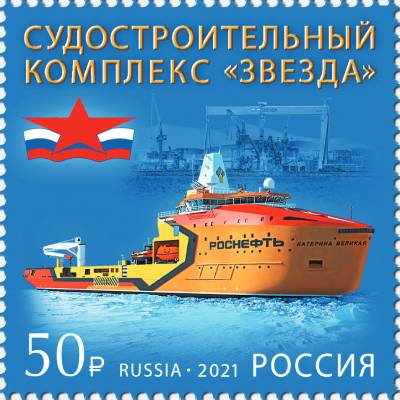
Почтовая марка России 2021 года, посвящённая судостроительному комплексу «Звезда», с изображением судна «Катерина Великая»

Ожидается,[кем?] что со стапелей суперверфи на первом этапе смогут сходить суда дедвейтом до 145 тыс. тонн, на втором этапе — суда ледового класса, нефтяные платформы, газовозы и танкеры водоизмещением в 350 тыс. тонн, длиной до 300 метров и шириной до 75 метров. На верфи смогут трудиться до 10 тысяч специалистов.
Основным клиентом верфи стала компания «Роснефть», которая заключила соглашение о размещении всех заказов на проектирование и строительство новой морской техники и судов на мощностях верфи. На середину 2018 года портфель заказов верфи составил 118 судов, в том числе заказы Роснефти 26 судов; в процессе постройки находятся 4 судна.
2017 год: закладка четырёх многофункциональных судов снабжения усиленного ледового класса (проект IBSV 10022)
В сентябре 2018 года состоялась закладка первого танкера класса Афрамакс проекта 114К «Владимир Мономах». Всего ССК «Звезда» получило заказ на 12 судов этого типа.
В сентябре 2018 года было заключено соглашение с Samsung Heavy Industries о передаче компетенций в строительстве челночных танкеров дедвейтом от 42 тыс. до 120 тыс. тонн. На начало 2019 года Роснефть заказала 10 таких танкеров, ещё 2 заказал Совкомфлот.
В сентябре 2020 года началась резка металла для первого из трёх танкеров-продуктовозов типоразмера MR (дедвейт 50 тыс. тонн).
В ноябре 2020 года началось строительство первого танкера-газовоза СПГ ледового класса Arc 7 для компании НОВАТЭК. На этот момент верфь получила заказ на 15 подобных судов.
В августе 2021 года состоялся спуск на воду второго построенного танкера класса Афрамакс проекта 114к «Владимир Виноградов».По состоянию на конец 2021 года успешно завершены ходовые испытания.
В июне 2023 года четвёртый построенный на ССК «Звезда» «Афрамакс» был передан «Роснефтефлоту». Судно называется «Академик Губкин», оно успешно прошло ходовые испытания. Пятый «Афрамакс» «Восточный проспект», предназначенный для «Совкомфлота», спущен на воду.
| Тип                                                                      | Заказчик    | №        | Наименование          | Зав. № | Заложен    | Спущен      | В эксплуатации | Примечание |
| ------------------------------------------------------------------------ | ----------- | -------- | --------------------- | ------ | ---------- | ----------- | -------------- | --- |
| Доковый комплекс проекта 23380                                           | ВМФ РФ      | 1        | «Звезда»              |        | 01.09.2016 |             |                | |
| Судно снабжения проекта IBSV 10022 типа «Катерина Великая»               | Роснефть    | 1        | «Катерина Великая»    | 562001 | 08.09.2017 | 15.12.2020  |                | |
| Судно снабжения проекта IBSV 10022 типа «Катерина Великая»               | Роснефть    | 2        | «Святая Мария»        | 562002 | 08.09.2017 |             |                | |
| Судно снабжения проекта IBSV 10022 типа «Катерина Великая»               | Роснефть    | 3        | «Александр Невский»   | 562003 | 08.09.2017 |             |                | |
| Судно снабжения проекта IBSV 10022 типа «Катерина Великая»               | Роснефть    | 4        | «???»                 | 562004 | 08.09.2017 |             |                | Заложен как «Владимир Мономах» |
| Танкер проекта 114K «Aframax»                                            | Роснефть    | 1        | «Владимир Мономах»    | 131010 | 11.09.2018 | 12.05.2020  | 21.12.2020     | Большая часть работы по изготовлению танкера произведена на стапелях в Корее, судоверфь «Звезда» самостоятельно провела сборку двух секций носовой части, стыковку, а затем достройку судна. 1-й головной танкер типа |
| Танкер проекта 114K «Aframax»                                            | Роснефть    | 2        | «Владимир Виноградов» | 131020 | 04.2019    | 02.09.2021  | 29.04.2022     | 2-й танкер. Заложен как «Санкт-Петербург» |
| Танкер проекта 114K «Aframax»                                            | Роснефть    | 4        | «Академик Губкин»     | 131030 | 16.09.2019 | 05.09.2022  | 29.06.2023     | 4-й танкер |
| Танкер проекта 114K «Aframax»                                            | Роснефть    | 6        | «???»                 | 131040 | 16.10.2019 |             |                | 6-й танкер |
| Танкер проекта 114K «Aframax»                                            | Роснефть    | 7        | «Нурсултан Назарбаев» | 131050 | 06.07.2020 |             |                | 7-й танкер |
| Танкер проекта 114K «Aframax»                                            | Роснефть    | 8        | «???»                 | 131060 | 16.10.2020 |             |                | 8-й танкер |
| Танкер проекта 114K «Aframax»                                            | Роснефть    | 9        | «Академик Ивантер»    | 131070 | 04.03.2021 |             |                | 9-й танкер |
| Танкер проекта 114K «Aframax»                                            |             | 10       | «???»                 | 131080 | 30.03.2021 |             |                | 10-й танкер |
| Танкер проекта 114K «Aframax»                                            | Совкомфлот  | 3        | «Океанский проспект»  | 131110 | 30.11.2020 | 2022        | 29.12.2022     | 3-й танкер |
| Танкер проекта 114K «Aframax»                                            | Совкомфлот  | 5        | «Восточный проспект»  | 131120 | 30.03.2021 | 29.06.2023  | 06.12.2023     | 5-й танкер |
| Атомный ледокол проекта 10510 «Лидер»                                    | Росатом     | 1        | «Россия»              | 056001 | 24.11.2020 | 2028        | 12.2030 (план) | |
| Танкер-продуктовоз типа MR                                               | Совкомфлот  | 1        | «Иван Айвазовский»    |        | 30.03.2021 |             |                | |
| Танкер-продуктовоз типа MR                                               | Совкомфлот  | 2        |                       |        |            |             |                | |
| Танкер-продуктовоз типа MR                                               | Совкомфлот  | 3        |                       |        |            |             |                | |
| Танкер-челнок ледового класса Arc6 проекта AST69K типа «Валентин Пикуль» | Роснефть    | 1        | «Валентин Пикуль»     |        | 4.12.2020  | 27.07.2024  | 26.01.2025     | |
| Газовозы ледового класса Arc7 проекта SN2366 типа «Алексей Косыгин»      | Новатэк     | 1        | «Алексей Косыгин»     | 041    | 15.06.2021 | 04.2022     | 2025 (план)    | |
| Газовозы ледового класса Arc7 проекта SN2366 типа «Алексей Косыгин»      | Новатэк     | 2        | «Петр Столыпин»       | 042    | 20.08.2021 | 2022        | 2026 (план)    | |
| Газовозы ледового класса Arc7 проекта SN2366 типа «Алексей Косыгин»      | Новатэк     | 3        | «Сергей Витте»        | 043    | 10.12.2021 | 27.07.2023  | 2027 (план)    | |
| Газовозы ледового класса Arc7 проекта SN2366 типа «Алексей Косыгин»      | Новатэк     | 4        | «Константин Посьет»   | 044    | 23.03.2022 | 2024        | 2028 (план)    | |
| Газовозы ледового класса Arc7 проекта SN2366 типа «Алексей Косыгин»      | Новатэк     | 5        | «Виктор Черномырдин»  | 045    | 27.06.2022 | 2024        | 2029 (план)    | |
| Газовозы ледового класса Arc7 проекта SN2366 типа «Алексей Косыгин»      | Новатэк     | Всего 15 |                       |        |            |             |                | |
| Научные проекта 123 типа «Виктор Ильичев»                                | Минобрнауки | 1        | «Виктор Ильичев»      |        | 18.02.2022 | 2025 (план) |                | |
| Научные проекта 123 типа «Виктор Ильичев»                                | Минобрнауки | 2        | «Александр Лисицын»   |        | 08.2022    | 2025 (план) |                | |

## Завод винторулевых колонок
Завод винторулевых колонок «Сапфир» в Большом Камне (совместное предприятие General Electric и «Роснефть»), по производству подруливающих устройств мощностью до 15 МВт. Запущен в 2019 году.

## Рейтинговые оценки
В 2024 году рейтинговое агентство «Эксперт РА» присвоило ССК «Звезда» рейтинговую оценку ruB со стабильным прогнозом, через полгода, в 2025 году, рейтинг был отозван.

## Металлургический завод
В ноябре 2020 года глава «Роснефти» Игорь Сечин озвучил планы по строительству завода листового проката и трубной продукции. Завод должен обеспечивать потребности ССК «Звезда» в металле и будет располагаться в районе бухты Суходол.